# Punyab (Pakistán)
Punyab (en urdú: پنجاب, panj-āb, 'cinco aguas' escucharⓘ; en inglés: Punjab Province) es la segunda mayor provincia de Pakistán por área, después de Balochistán, y su provincia más poblada, con más de 110 millones de habitantes en 2017. Formando parte de la región de Punyab más grande del subcontinente indio, limita con las provincias paquistaníes de Sindh, Balochistán y Khyber Pakhtunkhwa, el enclave de Islamabad y Azad Kashmir. También comparte fronteras con los estados indios de Punyab, Rajastán y Jammu y Cachemira. La capital provincial de Punyab es la ciudad de Lahore, un centro cultural, histórico, económico y cosmopolita de Pakistán, donde se encuentra la industria cinematográfica del país y gran parte de su industria de la moda.
Punyab ha sido habitada desde la antigüedad. La civilización del valle del Indo, que data de 2600 a. C., se descubrió por primera vez en Harappa. Punyab ocupa un lugar destacado en el poema épico hindú, el Mahabharata, y en esta provincia se localiza Taxila, en donde a su vez se encuentra la que muchos consideran como la universidad más antigua del mundo. En 326 a. C., Alejandro Magno derrotó al rey Poros en la batalla del Hidaspes cerca de Mong, Punyab. El imperio omeya conquistó Punyab en el siglo VIII. Panyab fue invadido más tarde por Tamerlán, Babur y Nader Shah. Punyab alcanzó el apogeo de su esplendor durante el reinado del Imperio Mughal, que durante un tiempo gobernó desde Lahore. Tras una exitosa rebelión, los ejércitos liderados por los sijs reclamaron Lahore en 1759. La administración del Imperio Sij se basó en Lahore, hasta su derrota por los británicos. Punyab fue fundamental para los movimientos de independencia tanto de India como de Pakistán, con Lahore como sede de la Declaración de Independencia de la India y la resolución que pide el establecimiento de Pakistán. La provincia se formó cuando la provincia de Punyab de la India británica se dividió a lo largo de los límites religiosos en 1947 por la Línea Radcliffe después de la Partición.
Punyab es la provincia más industrializada de Pakistán y el sector industrial representa el 24% del producto interno bruto de la provincia. Punyab es conocido en Pakistán por su relativa prosperidad y tiene la tasa de pobreza más baja entre todas las provincias paquistaníes. Una clara división está presente entre las partes norte y sur de la provincia; con tasas de pobreza en el próspero norte de Punyab entre los más bajos de Pakistán, mientras que algunos en el sur de Punyab se encuentran entre los más empobrecidos. Punyab es también una de las regiones más urbanizadas del sur de Asia, con aproximadamente el 40% de las personas que viven en áreas urbanas. Las clasificaciones de su índice de desarrollo humano son altas en relación con el resto de Pakistán.
Punyab es conocido en Pakistán por sus actitudes sociales relativamente liberales. La provincia ha sido fuertemente influenciada por el sufismo, con numerosos santuarios sufíes repartidos por el Punyab que atraen a millones de devotos cada año. El fundador de la fe sij, Guru Nanak, nació en la ciudad de Punjab, Nankana Sahib, cerca de Lahore. Punyab es también el sitio del Templo Katasraj, que ocupa un lugar destacado en la mitología hindú. Varios sitios declarados Patrimonio de la Humanidad por la UNESCO se encuentran en Punyab, incluidos los Jardines Shalimar, el Fuerte de Lahore, las excavaciones arqueológicas en Taxila y el Fuerte de Rohtas.

## Escudo
El escudo contiene un círculo con cinco líneas onduladas que simbolizan los cinco ríos que dan nombre a la provincia. Sobre los ríos la media luna y estrella que simboliza la religión musulmana.

## Subdivisiones

Mapa de los distritos de Punyab.

La provincia de Punyab se divide en 35 distritos:
| Distrito        | Área (km²) | Población (1998) | Densidad (hab/km²) |
| --------------- | ---------- | ---------------- | ------------------ |
| Attock          | 6,857      | 1.274.935        | 186                |
| Bahawalnagar    | 8,878      | 2.061.447        | 232                |
| Bahawalpur      | 24,830     | 2.433.091        | 98                 |
| Bhakkar         | 8,153      | 1.051.456        | 129                |
| Chakwal         | 6,524      | 1.083.725        | 166                |
| Dera Ghazi Khan | 11,922     | 1.643.118        | 138                |
| Faisalabad      | 5,856      | 5.429.547        | 927                |
| Gujranwala      | 3,622      | 3.400.940        | 939                |
| Gujrat          | 3,192      | 2.048.008        | 642                |
| Hafizabad       | 2,367      | 832.980          | 352                |
| Jhang           | 8,809      | 2.834.545        | 322                |
| Jhelum          | 3,587      | 936.957          | 261                |
| Kasur           | 3,995      | 2.375.875        | 595                |
| Khanewal        | 4,349      | 2.068.490        | 476                |
| Khushab         | 6,511      | 905.711          | 139                |
| Lahore          | 1,772      | 6.318.745        | 3,566              |
| Layyah          | 6,291      | 1.120.951        | 178                |
| Lodhran         | 2,778      | 1.171.800        | 422                |
| Mandi Bahauddin | 2,673      | 1.160.552        | 434                |
| Mianwali        | 5,840      | 1.056.620        | 181                |
| Multan          | 3,720      | 3.116.851        | 838                |
| Muzaffargarh    | 8,249      | 2.635.903        | 320                |
| Narowal         | 2,337      | 1.265.097        | 541                |
| Nankana Sahib   | -          | -                | -                  |
| Okara           | 4,377      | 2.232.992        | 510                |
| Pakpattan       | 2,724      | 1.286.680        | 472                |
| Rahim Yar Khan  | 11,880     | 3.141.053        | 264                |
| Rajanpur        | 12,319     | 1.103.618        | 90                 |
| Rawalpindi      | 5,286      | 3.363.911        | 636                |
| Sahiwal         | 3,201      | 1.843.194        | 576                |
| Sargodha        | 5,854      | 2.665.979        | 455                |
| Sheikhupura     | 5,960      | 3.321.029        | 557                |
| Sialkot         | 3,016      | 2.723.481        | 903                |
| Toba Tek Singh  | 3,252      | 1.621.593        | 499                |
| Vehari          | 4,364      | 2.090.416        | 479                |
| Punyab          | 205.345    | 73.621.290       | 359                |